# FC 두나프 루세
FC 두나프 루세(불가리아어: Футболен клуб Дунав Русе)는 루세를 연고로 하는 불가리아의 축구 클럽이다. 현재는 파르바리가에 참가하고 있다.
1949년 2월 16일 루세를 연고로 하던 축구 클럽인 디나모(Dinamo)와 루세네츠(Rusenets)가 통합되면서 창단되었다. 클럽 이름에서 "두나프"는 불가리아어로 도나우강을 뜻한다.

## 성적
- 파르바리가 4위 2회 (1974-75, 2016-17)
- 프토라리가 우승 6회 (1950, 1954, 1957, 1968, 1974, 2015-16)
- 불가리아 컵 준우승 1회 (1961-62)

## 선수 명단

### 현역
- 게오르기 발렌티노프 발체프(2021 ~ )
- 니콜라 콜레프(2022 ~ )

### 역대
- 새뮤얼 잉쿰(2019)